# Weigelie

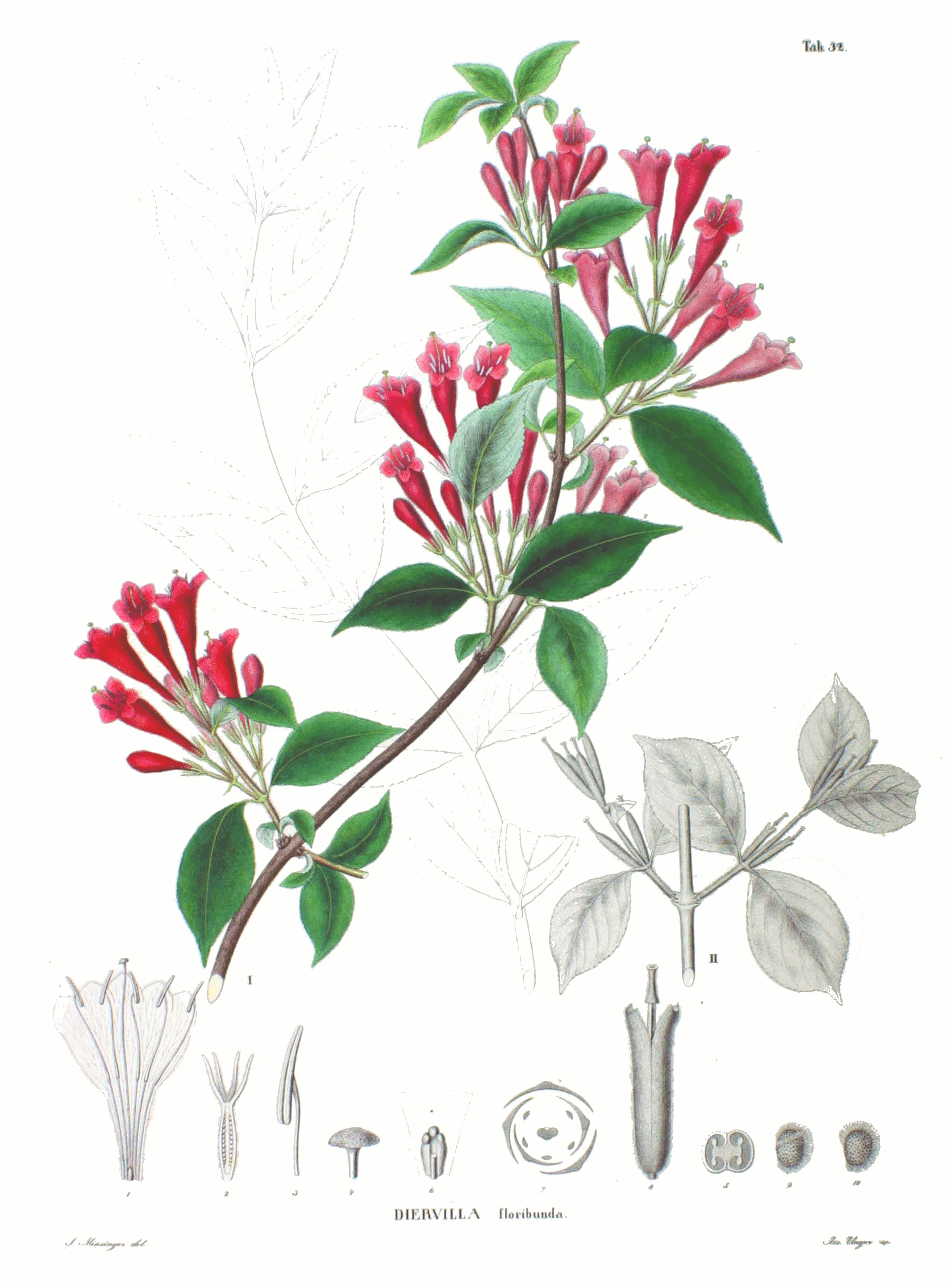
Popisná kresba

Weigelie (Weigela) je keř patřící mezi opadavé dřeviny, do čeledě zimolezovité (Caprifoliaceae). Rod je pojmenován po německém vědci Christianu Ehrenfriedovi Weigelovi. Všichni zástupci pocházejí z východní Asie.

## Popis
Weigelie jsou opadavé vzpřímené keře. Letorosty jsou lysé nebo chlupaté, lehce čtyřhranné, s plnou dření. Pupeny jsou chlupaté. Listy jsou vstřícné, celistvé, krátce řapíkaté až téměř přisedlé, na okraji pilovité. Palisty chybějí. Květy jsou poměrně velké, pravidelné až lehce dvoustranně souměrné, pětičetné, jednotlivé nebo v chudých vrcholících. Vyrůstají na krátkých postranních loňských větévkách nebo na vrcholu letorostů. Kališní lístky jsou srostlé nebo až v bázi volné. Koruna je nálevkovitá až zvonkovitá, nejčastěji růžová nebo purpurová, řidčeji žlutá či bílá. Korunní trubka je na bázi úzká a potom se náhle rozšiřuje. Tyčinek je 5, dosahují ústí koruny nebo lehce vyčnívají. Semeník je spodní, srostlý ze 2 plodolistů a obsahující 2 komůrky. Čnělka je štíhlá, vyčnívající a nese hlavatou nebo dvoulaločnou bliznu. Plodem je kožovitá až dřevnatá tobolka obsahující mnoho hranatých, úzce křídlatých nebo bezkřídlých semen.

## Synonyma
Jiné české názvy: Weigela, vajgélie, zanice – synonymum jiné rostliny Diervilla (zanice).
Jiné latinské názvy: Weigelia

## Pěstování
Weigelie je široce pěstovaná dřevina, používaná do skupin, nebo i do rozvolněných živých plotů. Weigela florida v ČR kvete běžně dvakrát ročně, na jaře bohatě. V roce 2009 kvetly některé keře průběžně, ale méně, celý rok. Je to dlouhověká dřevina a až na několik kultivarů roste poměrně silně a po řezu dobře obráží. Silný řez lze provést nejlépe na jaře, nebo po odkvětu podle potřeby. Má ráda živné propustné půdy, ale je nenáročná.

### Nároky
Při pěstování v mírném pásmu (ČR) weigelie rostou nejlépe na slunci, v polostínu rostou slabě a špatně kvetou. Vhodná je propustná, humózní až hlinitá půda, vlhká nebo dobře zásobená vodou a živinami. Snáší půdy kyselé až mírně zásadité. Weigelie snáší exhalace, dobře snáší řez a obvykle netrpí škůdci.

### Rozmnožování
Rozmnožuje se řízkováním bylinnými řízky, dřevité rostou špatně.